# 健力士
阿瑟·吉尼斯公司（英語：Arthur Guinness Son & Co.）是一家由阿瑟·吉尼斯（Arthur Guinness）于1759年在爱尔兰都柏林建立的一家酿酒公司。
酿酒厂最著名的产品是一种黑色的司陶特啤酒（stout，属于黑啤酒，黑啤，或波特啤酒），名为吉尼斯。

## 历史
健力士最初是在Leixlip酿造黑啤酒和爱尔啤酒，直到1759年阿瑟·吉尼斯签下一纸每年45英镑共9000年的租约，租下位于都柏林的从未使用过的圣詹姆士门酿酒厂。十年之后，即1769年，健力士的产品首次出口，有六个半桶（barrel）啤酒被海运到了英格兰。
阿瑟·吉尼斯虽然被认为发明了烈性啤酒（stout），但这烈性啤酒个词却最早出现在1677年，几乎是在他出生的50年前；而首次在健力士啤酒中使用这个词是在1820年。健力士于1974年结束黑啤酒（porter）的生产。健力士烈性啤酒目前在全球特许生产。健力士位于伦敦Park Royal的酿酒厂于2005年关闭。

## 成分
健力士烈性啤酒由四种天然成分制成：水、大麦、啤酒花和酵母。如同大多数啤酒，多数大麦被制成麦芽，但一些被flaked（即被蒸、碾压），还有重要的一部分被烘烤从而给予健力士啤酒独特的黑色和口味。虽然被一些不喝健力士啤酒的人士评价为“一杯正餐”或“液体面包”，但每英制品脱健力士啤酒仅含有198卡（838千焦），即1460千焦/升，比同样体积的脱脂牛奶或橙汁还要少。健力士看上去颜色很深，似乎酒劲很大，但实际上对于烈性啤酒来说，它非常柔和醇美，可以与大多数食物相配。许多烈性啤酒迷声称它比其他更浓的烈性啤酒要淡得多。由于使用鱼胶做澄清剂，健力士被大多数严格素食者和素食者认为不宜饮用。
生健力士啤酒和其罐装型含有氮气（N2）和二氧化碳（CO2）。不同于二氧化碳，氮气具有更低的可溶性，这使得啤酒在能处于高压下而不泡沫沸腾嘶嘶作响。高压用来推动啤酒穿过龙头中盘型滤网，从而产生其特有的“汹涌奔流”（surge，罐装和瓶装中的小装置widget起到同样作用）。生健力士柔滑的口感出于低酸度，它的乳脂状顶部泡沫源于汹涌奔流。而“原产特佳烈性啤酒”（Original Extra Stout）的口味则非常不同，这是因为它只含CO2，因此更加酸。
如今的健力士生啤和特佳烈性啤酒的酒劲同19世纪相比已经非常弱了，当时的麦芽汁最初浓度（Original Gravity, OG）超过1.070。海外特佳烈性啤酒（Foreign Extra Stout）和特别出口烈性啤酒（Special Export Stout）的ABV超过7%，可能和原来的啤酒最为接近。

### 倒酒和饮用
健力士生啤被认为凉爽时饮用最佳，而不是冰镇之后。应缓慢倒酒且呈45°角； 倒至四分之三时停下，静置后至少一分鐘再将整杯加满。在最后加满时，龙头把手应向前推，而不是向后拉。这将产生其能够持续至最后一口的乳脂状泡沫。完美的一杯/品脱的泡沫应充满杯沿且没有溢出。最近的广告活动宣称“倒完美的一杯/品脱（健力士）需要119.6秒”。但这种“缓慢的”倒法存在于爱尔兰和英国，多数美国酒吧（并非所有）似乎忽视了这项必需的“缓慢倒法”。一些酒保也会在缓慢倒酒过程中给泡沫上画写简单图案，如比较常见的三叶草和竖琴的图案。

### 下沉的泡沫 －『浪湧』
一杯健力士中“向下”运动的气泡稱為『浪湧』，一直都是酒吧裡的热点话题。
这种现象应归结于阻力的拖曳；碰到杯壁的气泡在上行过程中被减速。而杯子中央的气泡则自由地上升至表面，从而形成一根上升气泡柱。上升气泡由周围液体卷吸（entrainment）而产生一股水流。由此，啤酒在中央上升，而在靠近杯壁的地方下降。向下的液流推动靠近杯壁的气泡流向杯底。虽然这种现象在任何液体中都会出现，但因为深色液体和浅色气泡的对比，在黑色充氮的烈性啤酒中更容易被发现。

## 品种
健力士拥有多种不同口味和浓度的产品，如：
- 健力士生烈性啤酒（Guinness Draught Stout）—4.1至4.3%体积比酒精度（abv）；
- 超爽生烈性啤酒（Extra Cold Draught Stout）—4.1至4.3% abv；
- 瓶装健力士生啤（Bottled Guinness Draught）—4.1至4.3% abv；
- 罐装健力士生啤（Canned Guinness Draught）—4.1至4.3% abv；
- 健力士原产/特佳烈性啤酒（Guinness Original/Extra Stout）—4.2或4.3% abv（爱尔兰、英国）、5% abv（加拿大、欧洲大陆）以及6% abv（美国、澳大利亚、日本）；
- 健力士海外特佳烈性啤（Guinness Foreign Extra Stout），销往爱尔兰、西非、加勒比海和亚洲—5% abv（中国）、6.5% abv（牙买加）、7.5% abv（爱尔兰、非洲）以及6.8% abv（马来西亚）；
- 尼日利亚产健力士海外特佳烈性啤酒（Guinness Foreign Extra Stout Nigeria），酿造过程中使用高粱代替大麦，销往尼日利亚和英国—7.5% abv；
- 健力士特别出口烈性啤酒（Guinness Special Export Stout），销往比利时—8% abv；
- 健力士苦啤酒（Guinness Bitter），英式苦啤酒—4.4% abv；
- 健力士超滑（Guinness Extra Smooth），销往加纳、喀麦隆和尼日利亚—5.5% abv；
- 马耳他健力士（Malta Guinness），非酒精甜味饮料，销往非洲；
- 健力士中浓度（Guinness Mid-Strength），低酒精浓度烈性啤酒，自2006年3月开始在爱尔兰利默尼里克（Limerick）试销—2.8% abv。[4]

健力士酿酒厂还生产其他品牌的酒精饮料，如Harp、Smithwick's和Kilkenny。公司同样是地区授权机构（爱尔兰）生产百威啤酒和嘉士伯啤酒。
2005年10月，健力士推出酿酒厂系列——一套每六个月一种的限量生烈性啤酒。最初一款名为Brew 39，从2005年秋至2006年春在都柏林供应。这种酒与生健力士的酒精含量（abv）相同，是用同样的混合气体和同样的沉淀方法，但是味道有着轻微的差异。其他种类将在爱尔兰陆续推出。
2006年3月，健力士在英国推出“起泡机”（the surger）。起泡机是一种在家中使用的盘状电器。它发出超声波穿过装满健力士的酒杯从而产生该啤酒著名的“汹涌和沉淀”（surge and settle）效果。健力士自2003年开始在日本酒吧测试起泡机，这是因为那里地方通常很小以至于无法安装传统的带龙头的桶系统。
健力士停产撤掉的产品包含有Guinness's Brite Lager、Guinness's Brite Ale、Guinness Light、Guinness XXX Extra Strong Stout、Guinness Cream Stout、Guinness Gold、Guinness Pilsner和Guinness Special Light。其他由健力士生产而撤掉的啤酒有Enigma Draught Lager和Breo White Beer，以及圣詹姆士门啤酒：Pilsner Gold、Wicked Red Ale、Wildcat Wheat Beer和Dark Angel Lager。

## 广告
健力士使用布赖恩·波鲁（Brian Boru）的竖琴或三一学院竖琴作为它们的商标。这座14世纪的竖琴仍可以在都柏林三一学院看到，它自16世纪的亨利八世起便作为爱尔兰的标志。健力士于1862年将此竖琴采用为标识，但将其在徽章上朝向右侧的形式改为朝向左侧。
健力士的标志形象可部分归结于其广告。最著名的系列广告由1930年代到40年代本生广告（Benson's advertising）的John Gilroy制作。Gilroy负责创作了大量海报，其中包含广告词如“Guinness for Strength”、“Lovely Day for a Guinness”、“Guinness Makes You Strong”、“My Goodness My Guinness”和最著名的“Guinness is Good For You”。还有些海报画有动物如袋鼠、鸵鸟、海豹、狮子和著名的犀鸟， 犀鸟如同竖琴，慢慢成了健力士的标志。

## 促销
每逢圣帕特里克节（Saint Patrick's Day），许多地方都会有健力士的促销活动。其中包括发送衣物和帽子，当然是在购买一定数量健力士啤酒之后。
健力士迷可以登陆号称啤酒（或者准确地来说，烈性啤酒）爱好者迪士尼乐园的健力士仓库 （页面存档备份，存于）。或者亲自去位于都柏林圣詹姆士门酿酒厂的仓库，这里是一处涉及各种健力士信息的多媒体互动场所。

## 赞助
健力士赞助了大量橄榄球联盟（rugby union）的赛事和球队，其中包括英格兰超级联赛的主赞助商（因此叫做健力士超级联赛），伦敦爱尔兰人橄榄球队和波士顿爱尔兰猎狼犬橄榄球队的球衣赞助等。健力士还在爱尔兰赞助了全爱尔兰爱尔兰式曲棍球锦标赛（All-Ireland Hurling Championship）。

## 产权历史
阿瑟·健力士的孙子，本杰明·健力士爵士（Sir Benjamin Guinness）曾是都柏林市长并在1867年获得准男爵（baronet）的称号，但于次年离世。他的长子阿瑟·爱德华·健力士男爵（Arthur Edward Guinness，Baron Ardilaun，1840年 - 1915年）将酿酒厂卖给三弟爱德华·塞西尔·健力士伯爵（Edward Cecil Guinness，Earl of Iveagh，1847年 - 1927年）。爱德华的儿子和曾孙世袭其伯爵爵位，并领导公司直至1980年代。之后，家族成员在董事会中迅速减少。时至今日，健力士家族没有任何人在健力士的控股公司Diageo PLC董事会中拥有席位。

## 纪录大全
健力士公司还出版（Guinness Book of Records），一本诞生于1955年致力于解决酒吧争论没有定论的参考书籍。但几经周折，此书已转卖给了HIT Entertainment。

## 琐事
新加坡和马来西亚的闽南语使用者社群中，健力士通常被称为“黑狗啤”（白話字：O͘-káu）或「紅舌狗」（白話字：Âng-chi̍h-káu），有人說這是因為該啤酒的廣告海報，繪畫著一隻吐著紅色舌頭的黑狗。
也有人認為，这海報比綽號出現晚，是因为老一輩的健力士愛好者，大多无法说出“健力士”的英文「Guinness」，且由於啤酒為黑色，而"酒"音同"九"，而"九"的閩南音與"狗"一樣，所以習称其为“黑狗啤”，健力士公司為順應民意，广告海報上也在啤酒旁加上一只黑色的斗牛犬。这就使得「健力士」的“黑狗啤”一稱家喻户晓。
至今新加坡的健力士廣告仍稱產品名為「紅舌狗」。

## 相關
- 爱尔兰公司列表

## 深入阅读
- Patrick Lynch and John Vaizey - Guinness's Brewery in the Irish Economy: 1759-1876（1960）Cambridge University Press
- Frederic Mullally - The Silver Salver: The Story of the Guinness Family（1981）Granada, ISBN 0-246-11271-9
- Brian Sibley - The Book Of Guinness Advertising（1985）Guinness Books, ISBN 0-85112-400-3
- Peter Pugh - Is Guinness Good for You: The Bid for Distillers – The Inside Story（1987）Financial Training Publications, ISBN 1-85185-074-0
- Edward Guinness - The Guinness Book of Guinness（1988）Guinness Books
- Michele Guinness - The Guinness Legend: The Changing Fortunes of a Great Family（1988）Hodder and Stoughton General Division, ISBN 0-340-43045-1
- Jonathan Guinness - Requiem for a Family Business（1997）Macmillan Publishing, ISBN 0-333-66191-5
- Derek Wilson - Dark and Light: The Story of the Guinness Family（1998）George Weidenfeld & Nicholson, Ltd., ISBN 0-297-81718-3
- S.R. Dennison and Oliver MacDonagh - Guinness 1886-1939: From Incorporation to the Second World War（1998）Cork University Press, ISBN 1-85918-175-9
- Jim Davies - The Book of Guinness Advertising（1998）Guinness Media Inc., ISBN 0-85112-067-9
- Al Byrne - Guinness Times: My Days in the World’s Most Famous Brewery（1999）Town House, ISBN 1-86059-105-1
- Michele Guinness - The Guinness Spirit: Brewers, Bankers, Ministers and Missionaries（1999）Hodder and Stoughton, ISBN 0-340-72165-0
- Mark Griffiths - Guinness is Guinness: The Colourful Story of a Black and White Brand（2004）Cyan Communications, ISBN 0-9542829-4-9
- Tony Corcoran - The Goodness of Guinness: The Brewery, Its People and the City of Dublin（2005）Liberties Press, ISBN 0-9545335-7-7